# Plutó (geologia)
|  | Si cerqueu altres usos, vegeu Plutó. |

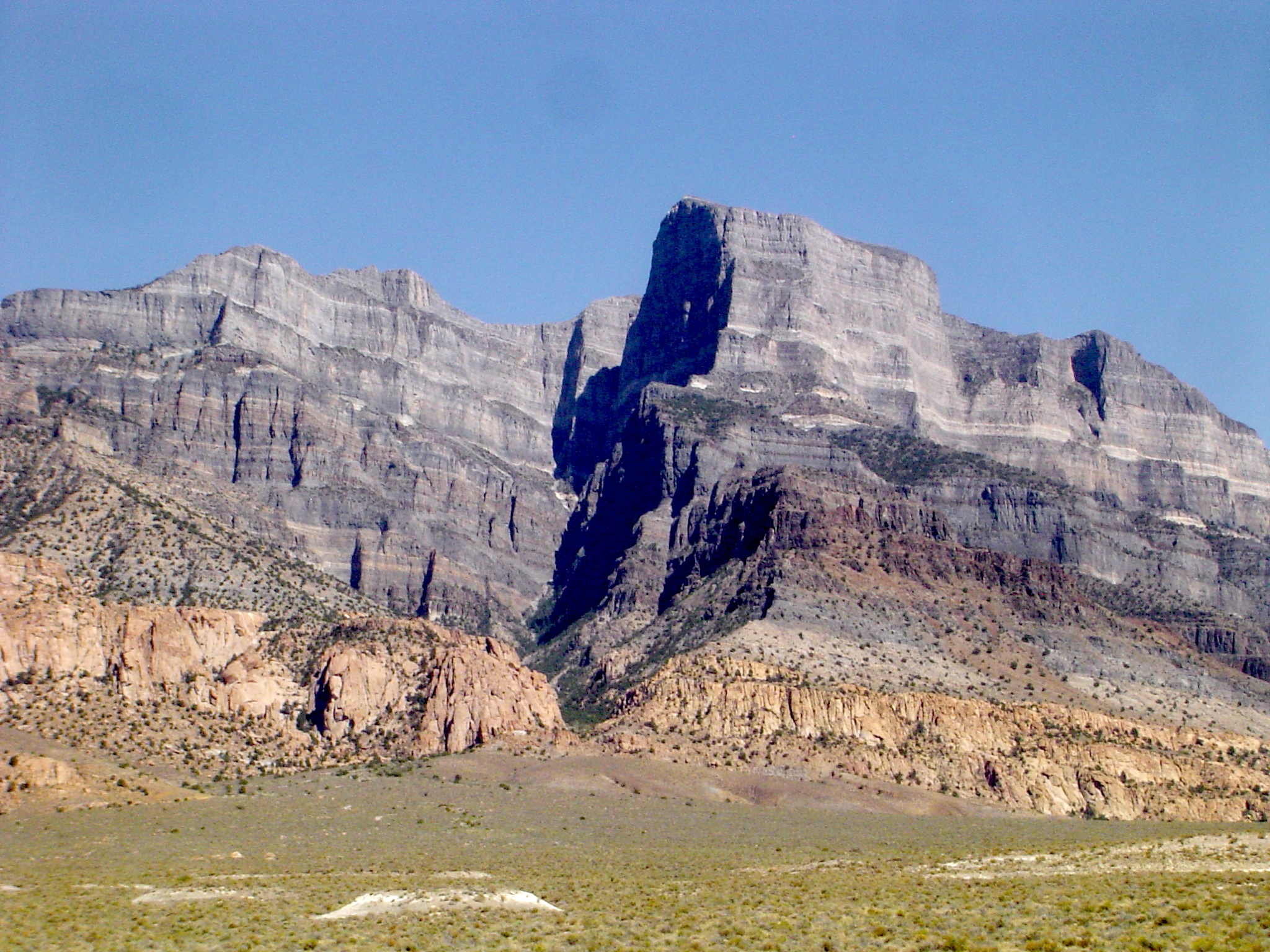
Un plutó del Juràssic de monzonita intrusionada sota una capa de roques sedimentàries, prop de Notch Peak, House Range, Utah.

Un plutó és una massa de roca magmàtica que, procedent de grans fondàries, s'ha obert pas entre les roques suprajacents, consolidant-se posteriorment abans d'arribar a la superfície. Un plutó forma una intrusió molt gran de fins diversos km, deins la roca encaixant. La majoria de les vegades el magma s'ha solidificat a fondàries de fins a 10 km, circumstància que és la causa que només siguin visibles en aquells casos en què tot el mantell de roca que els cobria ha estat eliminat per l'erosió. Els plutons més característics són els sills, els batòlits i els lacòlits.